# 2 Unlimited
2 Unlimited – holenderska grupa muzyczna wykonująca szeroko pojętą muzykę taneczną będącą wypadkową stylów eurodance, house oraz rave.
Powstała w 1991 roku, w Amsterdamie z inicjatywy belgijskich producentów muzycznych Jean-Paula De Costera i Phila Wildego, którzy komponowali oraz nagrywali muzykę na potrzeby zespołu. Partie śpiewu powierzono natomiast raperowi Rayowi Slijngaardowi (ekskucharzowi) oraz piosenkarce o nazwisku Anita Doth (ekssekretarce).
Grupa popularność zyskała już w 1991 roku za sprawą singla pt. Get Ready for This. Natomiast światowy sukces przyszedł wraz z wydaniem singla pt. Twilight Zone (1992) oraz No Limit (1993). Tego samego roku zespół otrzymał również World Music Award w kategorii Best Selling Dutch Act. Po paśmie sukcesów (m.in. liczne występy w  programie Top Of The Pops) w 1996 roku w wyniku konfliktów co do przyszłości zespołu, działalność 2 Unlimited została zakończona.
Po rozpadzie zespołu Anita Doth rozpoczęła pracę w stacji radiowej Radio 538, w krótkim czasie wydała również solowy album zatytułowany Reality. Slijngaard również podjął próbę kariery solowej, jednak bez powodzenia.
W 1998 roku De Coster i Wilde zaprosili do współpracy dwie nowe wokalistki (Romy van Ooijen i Marjon van Iwaarden), jednak próba powrotu, mimo wydania płyty 2Unlimited2 spotkała się z niepowodzeniem i rok później ostatecznie zakończono działalność grupy.
W 2009 roku Slijngaard i Doth stworzyli projekt pod nazwą Ray & Anita. Pierwszy singel duetu In da name of love ukazał się w 2010 roku. W 2012 roku grupa wznowiła działalność w oryginalnym składzie.
20 kwietnia 2016 zespół ogłosił, że Anita Doth opuści 2 Unlimited pod koniec 2016 roku, aby rozpocząć karierę solową. 13 sierpnia 2016 nową wokalistką zespołu została Kim Vergouwen.

## Dyskografia
Albumy
| 1992                           | Get Ready!                       | 17 | 33 | — | 10 |
| 1993                           | No Limits                        | 1  | 1  | 4 | 3  |
| 1994                           | Real Things                      | 1  | 1  | 3 | 18 |
| 1995                           | Hits Unlimited                   | 6  | 27 | — | 78 |
| 1998                           | II                               | 55 | —  | — | —  |
| 1999                           | Best Unlimited                   | —  | —  | — | —  |
| 2001                           | Greatest Hits Remixes            | —  | —  | — | —  |
| 2002                           | Trance Remixes (Special Edition) | —  | —  | — | —  |
| 2004                           | The Complete History             | —  | —  | — | —  |
| "—" pozycja nie była notowana. |                                  |    |    |   |    |

Single
| 1991                           | "Get Ready For This"             | 6  | 2  | —  | 3  | 38 | 35 |
| 1992                           | "Twilight Zone"                  | 1  | 2  | 20 | 2  | 48 | 11 |
| 1992                           | "Workaholic"                     | 6  | 4  | —  | 2  | —  | 35 |
| 1992                           | "The Magic Friend"               | 5  | 11 | 17 | 3  | —  | 16 |
| 1993                           | "No Limit"                       | 1  | 1  | 2  | 1  | —  | 7  |
| 1993                           | "Tribal Dance"                   | 2  | 4  | 2  | 2  | —  | 5  |
| 1993                           | "Faces"                          | 2  | 8  | 8  | 7  | —  | 54 |
| 1993                           | "Maximum Overdrive"              | 5  | 15 | 16 | 11 | —  | 32 |
| 1994                           | "Let The Beat Control Your Body" | 2  | 6  | 8  | 6  | —  | 39 |
| 1994                           | "The Real Thing"                 | 1  | 6  | 4  | —  | —  | 39 |
| 1994                           | "No-One"                         | 2  | 17 | 18 | 18 | —  | 70 |
| 1995                           | "Here I Go"                      | 5  | 22 | 22 | —  | —  | 80 |
| 1995                           | "Nothing Like the Rain"          | 6  | —  | —  | —  | —  | —  |
| 1995                           | "Do What's Good For Me"          | 13 | 16 | 50 | —  | —  | 87 |
| 1996                           | "Jump for Joy"                   | 7  | —  | 39 | —  | —  | —  |
| 1996                           | "Spread Your Love"               | 17 | —  | —  | —  | —  | —  |
| 1998                           | "Wanna Get Up"                   | 10 | 38 | 88 | —  | —  | —  |
| 1998                           | "Edge of Heaven"                 | 35 | —  | —  | —  | —  | —  |
| 1998                           | "Never Surrender"                | —  | —  | —  | —  | —  | —  |
| "—" pozycja nie była notowana. |                                  |    |    |    |    |    |    |